# Schietpartij in Orlando op 12 juni 2016
De schietpartij in Orlando was een schietpartij in een homonachtclub in de stad Orlando in de Amerikaanse staat Florida.

## Verloop
Daar opende een gewapende man in de vroege ochtend van 12 juni 2016 het vuur op bezoekers van de nachtclub voor homo's, lesbiennes, biseksuelen en transgenders met de naam Pulse. Bij de schietpartij vielen 50 doden, onder wie de schutter, en 53 gewonden. De Amerikaanse explosievenopruimingsdienst is ter plekke geweest aangezien de dader in een telefoongesprek met de politie aangaf dat er buiten het pand een voertuig met explosieven stond en hij zelf een bomgordel droeg. Er werden echter geen explosieven aangetroffen. Het was tot de schietpartij in Las Vegas de dodelijkste schietpartij ooit in de Verenigde Staten en de dodelijkste aanslag op Amerikaanse bodem in de periode na de aanslagen van 11 september 2001.

## Daderprofiel
Autoriteiten bevestigden dat de schutter Omar Mateen heette. Hij was een in de Verenigde Staten geboren man van 29 met Afghaanse ouders, die woonden in Fort Pierce. De FBI sloot niet uit dat hij homofoob was en/of banden had met een jihadistische beweging maar vond na onderzoek geen aanwijzingen dat Mateen werd aangestuurd door een terroristische organisatie. De dader belde volgens berichten van de FBI zelf het noodnummer 911 en verklaarde in het gesprek trouw aan terreurbeweging IS.
Door verklaringen van bezoekers en de eigenaar van Pulse dat Mateen een aantal keren als bezoeker in Pulse kwam en zowel daar als via dating-apps probeerde mannen te versieren, ontstond het beeld van een dader die worstelde met zijn geaardheid. Bijna twee jaar later bleek echter dat Omar Mateen niet uit homohaat handelde, maar uit wraak voor Amerikaanse aanvallen op Islamitische Staat.

## Reacties en herdenkingen
Burgemeester Buddy Dyer van Orlando riep de noodtoestand in de gemeente uit en Rick Scott, de gouverneur van Florida, deed dat voor Orange County.
Amerikaanse moslimleiders veroordeelden de schietpartij. De schietpartij schokte vooral de lhbt-gemeenschap en in veel grote steden wereldwijd werden herdenkingsbijeenkomsten gehouden. In Amsterdam kwamen op 13 juni 2016 bijvoorbeeld zo'n 500 mensen bijeen op het Homomonument voor onder meer het leggen van bloemen. De schietpartij wakkerde tevens de discussie over vrije wapenverkoop in de Verenigde Staten aan.

## Kwijtschelding zorgkosten
Van de 53 personen die bij de aanslag gewond raakten, waren velen niet verzekerd tegen medische kosten. Om hen te ondersteunen besloot ziekenhuizenorganisatie Orlando Health om hen uit welwillendheid geen rekeningen voor de behandelkosten te sturen.